# Rabih az-Zubajr

Głowa Rabiha po bitwie pod Kousséri

Rabih az-Zubajr ibn Fadl Allah lub Rabih Fadlallah (ur. około roku 1842 pod Chartumem, zm. 22 kwietnia 1900) – sudański watażka, który stworzył potężne mocarstwo na zachód od Jeziora Czad.
Rabih pochodził z arabskiej rodziny zamieszkałej w Halfaya Al-Muluk, przedmieściu Chartumu. Za młodu służył w nieregularnej kawalerii egipskiej biorąc udział w wojnie z Etiopią, podczas której został ranny. Po odejściu z wojska w latach 1860. został prawą ręką sudańskiego handlarza niewolników nazwiskiem Sebehr Rahma.

## Zastępca az-Zubajra
W XIX wieku Chartum był ważnym centrum na szlaku arabskiego handlu żywym towarem dostarczanego przez chartumich (handlarze) i bazingirów (łowcy głów) działających w regionie Bahr al-Ghazal i operujących z ufortyfikowanych baz zwanych zeribami. Lokalny watażka i właściciel znacznej liczby niewolników az-Zubajr przejął kontrolę nad zeribami i został, w roku 1872, mianowany paszą (gubernatorem) Bahr al-Ghazal podległym kedywowi Ismailowi, władcy Egiptu. Rabih, który był prawdopodobnie krewnym az-Zubajra, został jego zastępcą.
W roku 1874 az-Zubajr dokonał podboju sułtanatu Dar Furu. W 1876 udał się do Kairu, gdzie zabiegał u Kedywa o oficjalne zatwierdzenie jego pozycji w Darfurze, lecz zamiast tego został na rozkaz kedywa uwięziony. To wywołało w roku 1878 rewoltę syna az-Zubajra, Sulejmana i jego popleczników, takich jak Rabih. W odpowiedzi gubernator Sudanu Gordon Pasza mianował Romolo Gessiego swym namiestnikiem w Bahr al-Ghazal i nakazał mu stłumienie rebelii. Sulejman skapitulował 15 lipca 1879 i został ścięty, zaś Rabih - jak sam twierdził - opuścił buntowników na dzień przed kapitulacją, jednak według raportu Gessiego uczynił to miesiąc wcześniej, po ciężkich stratach zadanych jego oddziałowi przez korpus ekspedycyjny.

## Na własną rękę
By wymknąć się Egipcjanom Rabih opuścił Bahr al-Ghazal kierując się na południe na czele 700-800 bazingirich uzbrojonych w 400 strzelb. Idąc śladem chartumich postanowił „wykroić” sobie własne państwo pomiędzy doliną Nilu a Ubangi, na terenach zwanych Kreich i Dar Benda (na południe od sułtanatu Wadaj), które to ziemie kompletnie zdewastował.
W roku 1885 miał zamiar wrócić - na zaproszenie mahdiego - do Sudanu. Muhammad Ahmad, który właśnie zdobył Chartum, wysłał doń - w charakterze ambasadorów - Zin el-Abeddina i Jabara, z którymi Rabih wrócił do Darfuru, proponując mahdiemu spotkanie w Omdurmanie, ale gdy dotarła doń pogłoska, że ma zostać podstępnie zgładzony, zmienił zdanie i wrócił do Czadu.
W 1887 Rabih wkroczył na czele bazingirów do Darfuru zajmując Dar Kouti, ale nie dał rady aguidowi (dowódcy wojsk sułtanatu Ouaddaї) Salamatowi Cherif ed-Dinowi. W 1890 zaatakował muzułmańskiego kacyka Kobura w północnej Ubangi-Szari, usunął go osadzając na jego miejscu swego kuzyna Mohammeda al-Senoussiego, którego uczynił swym wasalem. Przymierze zostało przypieczętowane małżeństwem Khadiji, córki al-Senoussiego z synem Rabiha Fadlallahem. Mohammed i Rabih najechali następnie razem Dar Runga, Kreich, Goula i Banda Ngao.
Sojusz Mohammeda al-Senoussiego z Rabihem niepokoił mocarstwa kolonialne, a zwłaszcza Francję poważnie biorącą pod uwagę przejęcie kontroli nad Afryką Środkową. Mohammed al-Senoussi był wierny Rabihowi; w roku 1891 zabił francuskiego badacza Paula Crampela w Dar Banda, a Rabih zabrał broń należącą do ekspedycji.
Na południowy wschód od Jeziora Czad zaatakował w roku 1892 państewko Baguirmi oskarżając mbangę (króla) Gaouranga o poddanie się pod protektorat „niewiernych”. Oblegał Gaouranga przez kilka miesięcy w Mandżaffie, by wreszcie zmusić go do opuszczenia swej stolicy, która została zburzona w marcu następnego roku.

## Władca Borno
W tym samym 1893 roku Rabih zwrócił się ku shehu (królowi) Kanem-Bornu Hashimowi ibn Omarowi. Borno był regionem Sahelu sięgającym tradycją wstecz aż do średniowiecza. W omawianym okresie to afrykańskie imperium dysponowało 80 tysiącami wojowników, w ogromnej większości niewolników dowodzonych przez niewolników, i wyraźnie chyliło się ku upadkowi.
Idąc na Borno Rabih wziął do niewoli sułtana państewka Karnak Logone (dzisiaj Logone-et-Chari), który gościnnie otworzył mu wrota swej stolicy Kousséri. Hashim, shehu Borno, wysłał przeciw Rabihowi 15 tysięcy ludzi, ale ten pokonał ich w maju pod Am Hobbio (na południe od Dikoa), a następnie we wrześniu pod Legaroua na czele zaledwie 2000 konnych. Hashim zbiegł na północny brzeg rzeki Komadougou skąd próbował negocjować, ale został zamordowany za podszeptem własnego bratanka Muhammada ibn Abi Bakra al-Amina (zwanego Kiyari), który natychmiast objął tron i zdecydował walczyć przeciw Rabihowi. Oba wojska spotkały się pod Gashegar, dwa dni marszu od Kuki, stolicy kraju; w krótkim zwarciu Kiyari pobił Rabiha i wziął jego obóz. Następnego dnia Rabih zebrał rozproszone wojsko i kazał dać 100 batów wszystkim oficerom, nie wykluczając swego ukochanego syna Fadlallah, a oszczędzając jedynie Boubakara, który wykazał się w bitwie wyjątkowym męstwem. Po takiej nauczcie nakazał zwycięską kontrofensywę; Po walce Kiyari, który nie chciał uciekać, został schwytany i ścięty. Miasto Kuka zostało splądrowane i spalone.
Rabih uczynił stolicą Dikoę i wzniósł tam swój pałac, który po kilku latach stał się siedzibą francuskiego gubernatora, Emile’a Gentila.
Dążąc do modernizacji swej armii Rabih podjął w 1895 próbę zawarcia porozumienia z brytyjską Królewską Kompanią Nigeryjską (ang. Royal Niger Company) w Yoli na dostawę prochu i amunicji, ale bez skutku. W rezultacie w 1896 podjął kroki przeciwko Brytyjczykom, a w roku następnym rozpoczął marsz na Kano, podczas gdy jego wasal, Mohammed al-Sanussi założył ufortyfikowaną stolicę, N'dele, pomiędzy Bahr Aouk i rzeką Ubangi, gdzie władał do roku 1911.
Przez siedem lat Rabih był shehu królestwa Kanem-Bornu próbując unowocześnić upadłe imperium, w którym zastał feudalne stosunki panujące tam od XVI wieku. Rabih zostawił na swoich miejscach wasalnych sułtanów, ale podporządkował ich swoim zastępcom, podobnie jak on sam Sudańczykom. Wprowadził kodeks prawny oparty na zasadach szariatu, zreformował system podatkowy oparty na budżecie, zaprowadził rodzaj dyktatury wojskowej, co pobudziło do działania państwa kolonialne. Émile Gentil wyrażał się o reformach Rabiha w Borno z wyraźnym zainteresowaniem.
Wśród Europejczyków w Afryce krążyły legendy o wyjątkowej brutalności Rabiha (że, na przykład, pewnego razu skazał na śmierć jedną ze swych nałożnic tylko za to, że posiadała amulet mający wzmocnić jego miłość, a wraz z nią marabuta, który ów talizman odcyfrował) oraz o tym, że całymi wieczorami mógł słuchać Alego, poety opiewającego jego czyny.
Rzeczywistość była poważniejsza niż plotki; Rabih bezustannie podejmował ghazw (rajdy) łupieżcze i polowania na niewolników nawiązując tym samym do zwyczajowych zajęć sułtanów Bornu, opisanych w roku 1526 przez Leo Africanusa. Przypuszczalnie 1500-2000 niewolników sprzedawał co roku Mohammed al-Senoussi (po odliczeniu zmarłych, rannych i innych strat); W odniesieniu do Rabiha liczby te musiały być znacznie wyższe.

## Francja przeciw Rabihowi
W roku 1899 Rabih dysponował 10 tysiącami piechoty i kawalerii; wszyscy żołnierze uzbrojeni byli w broń palną (w większości przestarzałą, nie licząc 400 nowoczesnych karabinów), a wspomagała ich znaczna liczba ludzi zbrojnych w oszczepy i łuki. Garnizony stacjonowały w Baggara i Karnak Logone.
W tym samym roku Rabih przyjął w Dikoa francuskiego podróżnika Ferdinanda de Béhagle. Doszło do ostrej wymiany zdań i Béhagle został aresztowany. 17 lipca porucznik Henri Bretonnet, wysłany przeciw Rabihowi, został zabity wraz z większością swoich ludzi w bitwie pod Togbao nad brzegami rzeki Szari. Rabih zdobył w tej bitwie trzy działa. Do swego syna Fadlallaha, który pozostał w Dikoa, posłał gońca z rozkazem powieszenia Béhagle'a.
Na wieść o klęsce, z Gabonu wyruszyła kolumna wojsk francuskich, na czele której stał Emile Gentil; wspierała ją kanonierka Leon Blot. Do konfrontacji doszło pod Kouno z końcem roku. Porażka poniesiona przez Francuzów spowodowała jedynie opóźnienie ich planów. Podczas odwrotu zajęli miejscowość Kousséri. Tu siły Gentila połączyły się z kolumną Amédée-François Lamy’ego maszerującą z Algierii i oddziałem Joalland-Meyniera z Nigru. Lamy objął dowództwo nad całością wojsk.
Do ostatecznej konfrontacji pomiędzy siłami Rabiha i Francuzami doszło 22 kwietnia 1900 roku. Siły francuskie składały się z 700 żołnierzy wspieranych przez 600 strzelców i 200 kawalerzystów z sojuszniczego plemienia Baguirmi. Francuzi trzema kolumnami zaatakowali obóz Rabiha; podczas walki zabity został Lamy, ale to nie mogło zmienić wyniku starcia. Wojsko Rabiha przegrało w polu, a Rabih zginął podczas próby ucieczki przez bród na rzece Szari.
Śmierć Rabiha spowodowała gwałtowny rozpad imperium. Jego syn Fadlallah został pokonany w bitwie i zabity rok później, zaś wierny wasal, Mohammed al-Senussi, został zamordowany w roku 1911, za czym prawdopodobnie stali Francuzi. Wszystkie posiadłości Rabiha wpadły w ich ręce prócz Borno, włączonego do kolonii brytyjskiej.